# 拉菲爾·杜斯·山度士·比迪利
拉菲爾·杜斯·山度士·比迪利曾為和富大埔球員，司職前鋒，轉投和富大埔前效力巴西國內球會賓度干卡維斯。拉菲爾亦曾效力過中甲球會成都五牛、危地馬拉國家足球聯賽球會埃雷迪亞體育俱樂部及洪都拉斯職業足球聯賽球會皇家西班牙。